# Alfred Silhol
Pour les articles homonymes, voir Silhol.
Alfred François Silhol est un homme politique français, né le 12 octobre 1829 à Saint-Ambroix (Gard) et mort le 29 janvier 1912 dans le 8e arrondissement de Paris.

## Biographie
Fils d'Émile Silhol, il est propriétaire à Bessèges et administrateur de la Compagnie des houillères lorsqu'il se fait élire conseiller général de ce canton en 1880. Il se présente aux élections législatives de 1877 mais est battu par son adversaire conservateur Camille Mathéi de Valfons. Soutenu par Théodore-Jules Cazot, il se présente une nouvelle fois au renouvellement de 1881 et est cette fois-ci élu au second tour. Il siège dans les rangs de la majorité de gauche. Il est néanmoins battu en 1889, dans un scrutin de ballotage, par le monarchiste Fernand de Ramel.
Il est président du Conseil général du Gard de 1893 à 1901.
En 1893, il se présente aux élections sénatoriales et remporte un siège dès le premier tour. Son activité est dense à la Chambre haute et il préside plusieurs commissions. Il est pourtant battu en 1903 alors que tous les élus sortants sont réélus. Il choisit de ne pas se représenter en 1912. L'élection précède sa mort de quelques jours : il meurt fin janvier 1912 à son domicile parisien de la rue Vélasquez.
Il est l'époux de Gasparde Marie Mathilde, fille de Gustave Fornier de Clausonne et de Florestine Girard. Ils ont notamment André, qui devient conseiller général à sa suite, et Émilie Eugènie Florestine Élisabeth Silhol (1855-1953), épouse de son cousin Gustave Félix François (1850-1933), dernier baron de Lédenon, haut fonctionnaire dans le corps préfectoral puis conseiller d'État, fils de Émile Fornier de Clausonne et de Louise de Lafarelle-Lebourguil.

### Sources
- « Alfred Silhol », dans Adolphe Robert et Gaston Cougny, Dictionnaire des parlementaires français, Edgar Bourloton, 1889-1891 [détail de l’édition]
- « Alfred Silhol », dans le Dictionnaire des parlementaires français (1889-1940), sous la direction de Jean Jolly, PUF, 1960 [détail de l’édition]
- « Silhol (Alfred) », dans Dictionnaire biographique du Gard, Paris, Flammarion, coll. « Dictionnaires biographiques départementaux » (no 45), 1904 (BNF 35031733), p. 613-614.